# Rossomori
Rossomori és un partit polític independentista d'esquerra de Sardenya. Sorgit l'any 2009 a partir d'una escissió del Partit Sard d'Acció després que aquest pactés amb el dretà Poble de la Llibertat de Silvio Berlusconi. Reivindica el "sobiranisme" a Sardenya.
En les eleccions regionals de 2009 assolí el 2.5% dels vots, presentant-se només en 5 de les 8 circumscripcions electorals, i Claudia Zuncheddu obtingué 1 escó. El millor resultat l'obtingué a Sassari (4.2%) i a Nuoro (3.3%).
En les eleccions provincials de 2010 els Rossomori augmentaren el seu resultat, sobretot a Medio Campidano (7.1%), Nuoro (4.2%) i Càller (3.1%).
En les eleccions regionals de 2014 obtingué el 2,6% dels vots i 2 escons, per a Paolo Flavio Zedda i Emilio Usula.
L'any 2015 creà una alinaça conjuntament amb els partits Indipendentzia Repubrica de Sardigna, i Sinistra Ecologia e Libertà. El mateix any participà en les mobilitzacions contra la presència de forces militars de l'OTAN a Sardenya que causaren la suspensió de les maniobres el mes de novembre.
A les eleccions regionals del 2019 el partit va formar, fora de grans coalicions, una llista conjunta amb l'iRS i Sardigna Natzione Indipendentzia (SNI) anomenada "Autodeterminazione", la llista va obtenir 13,955 vots (1,9%).
El maig de 2021, el congrés del partit escollí Lucia Chessa, mestra i exalcaldessa d'Austis, com a secretària, i Natascha Lampis, mestra i exregidora de L'Alguer, com a presidenta.
En les eleccions regionals de Sardenya de 2024 impulsà un mes abans dels comicis la llista Sardegna R-esiste, encapçalada per Lucia Chessa, obtingué 7.158 vots (1%) i quedà sense representació. Tanmateix, ni a les circumscripcions de Sàsser ni Ogliastra no es van poder presentar llistes..